# Alexander Kerfoot
Alexander Douglas Kerfoot, född 11 augusti 1994, är en kanadensisk professionell ishockeyforward som spelar för Utah Mammoth i National Hockey League (NHL). Han draftades i femte rundan som 150:e totalt av New Jersey Devils vid NHL Entry Draft 2012 och har tidigare spelat för Colorado Avalanche, Toronto Maple Leafs, Arizona Coyotes och Utah Hockey Club.

## Statistik

### Klubbkarriär
| 2009–10    | Vancouver NW Giants | BC MML     | 26  | 7  | 14  | 21  | 4   | —  | — | —  | —  | —  |
| 2010–11    | Vancouver NW Giants | BC MML     | 38  | 36 | 72  | 108 | 58  | 5  | 6 | 6  | 12 | 6  |
| 2010–11    | Coquitlam Express   | BCHL       | 5   | 0  | 0   | 0   | 0   | 1  | 0 | 0  | 0  | 0  |
| 2011–12    | Coquitlam Express   | BCHL       | 51  | 25 | 44  | 69  | 24  | 6  | 4 | 0  | 4  | 6  |
| 2012–13    | Coquitlam Express   | BCHL       | 16  | 8  | 11  | 19  | 16  | —  | — | —  | —  | —  |
| 2013–14    | Harvard Crimson     | ECAC       | 25  | 8  | 6   | 14  | 8   | —  | — | —  | —  | —  |
| 2014–15    | Harvard Crimson     | ECAC       | 27  | 8  | 22  | 30  | 12  | —  | — | —  | —  | —  |
| 2015–16    | Harvard Crimson     | ECAC       | 33  | 4  | 30  | 34  | 16  | —  | — | —  | —  | —  |
| 2016–17    | Harvard Crimson     | ECAC       | 36  | 16 | 29  | 45  | 18  | —  | — | —  | —  | —  |
| 2017–18    | Colorado Avalanche  | NHL        | 79  | 19 | 24  | 43  | 28  | 6  | 2 | 0  | 2  | 2  |
| 2018–19    | Colorado Avalanche  | NHL        | 78  | 15 | 27  | 42  | 38  | 12 | 0 | 3  | 3  | 6  |
| 2019–20    | Toronto Maple Leafs | NHL        | 65  | 9  | 19  | 28  | 32  | 5  | 0 | 3  | 3  | 2  |
| 2020–21    | Toronto Maple Leafs | NHL        | 56  | 8  | 15  | 23  | 12  | 7  | 1 | 5  | 6  | 4  |
| 2021–22    | Toronto Maple Leafs | NHL        | 82  | 13 | 38  | 51  | 20  | 7  | 1 | 1  | 2  | 4  |
| 2022–23    | Toronto Maple Leafs | NHL        | 82  | 10 | 22  | 32  | 30  | 11 | 2 | 0  | 2  | 4  |
| 2023–24    | Arizona Coyotes     | NHL        | 82  | 13 | 32  | 45  | 26  | —  | — | —  | —  | —  |
| NHL totalt | NHL totalt          | NHL totalt | 524 | 87 | 177 | 264 | 186 | 48 | 6 | 12 | 18 | 22 |